# ای‌آی دانجن
ای‌آی دانجن یا سیاهچال هوش‌مصنوعی (به انگلیسی: AI Dungeon) یک بازی ماجراجویی متنی رایگان تک نفره و چند نفره است که از هوش مصنوعی برای تولید محتوای نامحدود استفاده می‌کند. همچنین به بازیکنان امکان می‌دهد تنظیمات ماجراجویی سفارشی خود را ایجاد و به اشتراک بگذارند. اولین نسخه بازی در ماه مه سال ٢٠١٩ در ژوپیتر در دسترس قرار گرفت و نسخه دوم آن (در ابتدا ای‌آی دانجن ٢ نام داشت) به صورت آنلاین و در دسامبر سال ٢٠١٩ برای ای‌اواس و اندروید منتشر شد. سپس مدل هوش مصنوعی در ژوئیه ٢٠٢٠ ارتقا یافت.